# Рекино-Кресты
Рекино-Кресты — деревня в Московской области России. Входит в городской округ Солнечногорск. Население — 35 чел. (2010).

## География
Деревня Рекино-Кресты расположена на севере Московской области, в центральной части округа, на федеральной автодороге М10, примерно в 3 км к юго-востоку от центра города Солнечногорска, с которым связана прямым автобусным сообщением. К деревне приписано два садоводческих товарищества. Ближайшие населённые пункты — деревни Дубинино, Скородумки и Талаево.

## Население
| 1852 | 1859 | 1890 | 1899 | 1926 | 2002 | 2010 |
| ---- | ---- | ---- | ---- | ---- | ---- | ---- |
| 118  | ↗217 | ↘122 | ↘109 | ↗163 | ↘32  | ↗35  |

## История
На плане Генерального межевания 1784 года указаны две рядом стоящие деревни Рекино и Кресты.

Рекино, деревня 1-го стана, Львова, Князя Владимира Владимировича, крестьян 45 душ мужского пола, 43 женского, 15 дворов, 57 верст от столицы, 24 от уездного города, на шоссе.— Нистрем К. Указатель селений и жителей уездов Московской губернии, 1852 г.

Кресты, деревня 1-го стана, Львова, Князя Владимира Владимировича, крестьян 14 душ мужского пола, 16 женского, 5 дворов, 57 верст от столицы, 24 от уездного города, на шоссе.— Нистрем К. Указатель селений и жителей уездов Московской губернии, 1852 г.
В «Списке населённых мест» 1862 года Рекино большое — владельческое сельцо 1-го стана Клинского уезда Московской губернии по левую сторону Санкт-Петербурго-Московского шоссе от Клина к Москве, в 24 верстах от уездного города и 2 верстах от становой квартиры, при колодце, с 16 дворами и 96 жителями (48 мужчин, 48 женщин); Кресты — владельческая деревня 1-го стана Клинского уезда Московской губернии от Клина к Москве на Санкт-Петербурго-Московском шоссе и по линии Николаевской железной дороги, в 24 верстах от уездного города и 3 верстах от становой квартиры, при колодцах, с 14 дворами и 121 жителем (59 мужчин, 62 женщины).
По данным на 1899 год Рекино и Кресты — деревни Солнечногорской волости Клинского уезда с 79 и 30 душами населения соответственно.
В 1913 году в деревне Рекино 19 дворов и усадьба Быкова, в Крестах — 5 дворов.
В материалах Всесоюзной переписи населения 1926 года указана только деревня Рекино Рекинцовского сельсовета Солнечногорской волости Клинского уезда в 0,3 км от Ленинградского шоссе и 3,2 км от станции Подсолнечная Октябрьской железной дороги, проживало 163 жителя (82 мужчины, 81 женщина), насчитывалось 34 хозяйства, среди которых 32 крестьянских.
В дальнейшем деревни слились под общим названием Рекино-Кресты.
С 1929 года — населённый пункт в составе Солнечногорского района Московского округа Московской области. Постановлением ЦИК и СНК от 23 июля 1930 года округа как административно-территориальные единицы были ликвидированы.
1929—1957, 1960—1963, 1965—1994 гг. — деревня Солнечногорского сельсовета Солнечногорского района.
1957—1960 гг. — деревня Солнечногорского сельсовета Химкинского района.
1963—1965 гг. — деревня Солнечногорского сельсовета Солнечногорского укрупнённого сельского района.
С 1994 до 2006 гг. деревня входила в Солнечногорский сельский округ Солнечногорского района.
С 2005 до 2019 гг. деревня включалась в городское поселение Солнечногорск Солнечногорского муниципального района.
С 2019 года деревня входит в городской округ Солнечногорск.